# شهرستان مشهد
شهرستان مشهد یکی از شهرستان های استان خراسان رضوی است. این شهرستان در تاریخ ۱۳۲۰ در دومین قانون تقسیمات کشوری ایران ایجاد گردید.

## جمعیت
بر اساس سرشماری عمومی نفوس و مسکن در سال ۱۳۹۵، جمعیت این شهرستان بالغ بر ۳٬۳۷۲٬۰۰۰ نفر بوده که از این تعداد، ۳٬۰۱۲٬۰۰۰ نفر در شهر مشهد ساکن بوده‌اند. دو شهر جدید (نوین شهر) گلبهار و بینالود برای اسکان سرریز جمعیت مشهد ساخته شده‌است. تغییرات جمعیت شهرستان مشهد در دهه‌های اخیر در جدول زیر دیده می‌شود.
| سال  | جمعیت (نفر) | رشد جمعیت | توضیحات                    |
| ---- | ----------- | --------- | -------------------------- |
| ۱۳۶۵ | ۲۰۲۲۹۶۶     |           |                            |
| ۱۳۷۵ | ۲۲۴۷۹۹۶     |           | جمعیت فریمان حذف شده       |
| ۱۳۸۵ | ۲۸۴۸۶۳۷     |           | جمعیت کلات حذف شده         |
| ۱۳۹۰ | ۳۰۶۹۹۴۱     |           | جمعیت طرقبه شاندیز حذف شده |

## تقسیمات کشوری
شهرستان مشهد در سال ۱۳۱۶ تأسیس شده‌است. این شهرستان از غرب با شهرستان چناران و شهرستان گلبهار و شهرستان طرقبه شاندیز و شهرستان زبرخان و از شمال با شهرستان کلات و شهرستان درگز از شرق با شهرستان سرخس و شهرستان صالح‌آباد و از جنوب غربی با شهرستان تربت جام و از جنوب با شهرستان فریمان و شهرستان تربت حیدریه همسایه است. مشهد در سال ۱۳۶۹ دارای پنج بخش مرکزی، احمدآباد، کلات، طرقبه و فریمان بود. در سال ۱۳۷۰، بخش رضویهٔ شهرستان مشهد تأسیس شد. بخش فریمان در سال ۱۳۷۲، بخش کلات در سال ۱۳۸۱ و بخش طرقبه در سال ۱۳۸۶ از شهرستان مشهد جدا شدند و به شهرستان ارتقا یافتند. در حال حاضر، شهرستان مشهد دارای سه بخش، یازده دهستان و چهار شهر است:
- بخش مرکزی شهرستان مشهد
  - دهستان تبادکان
  - دهستان درزآب
  - دهستان طوس
  - دهستان کارده
  - دهستان کنویست
  - دهستان میان ولایت

شهر: مشهد
- بخش احمدآباد
  - دهستان پیوه ژن
  - دهستان سرجام

شهرها: ملک‌آباد، بینالود
- بخش رضویه
  - دهستان آبروان
  - دهستان پایین ولایت
  - دهستان میامی

شهر: رضویه